# Taty Amaro
Tatyane Amaro Santos (Uruaçu, 10 de maio de 1995), mais conhecida como Taty Amaro, é uma futebolista brasileira que atua como goleira. Atualmente joga pelo Cruzeiro.

## Carreira

### Iranduba
A goleira iniciou sua carreira em 2014 no Iranduba, do Amazonas.

### São José e Corinthians
Taty chamou a atenção do Corinthians em 2018, após atuações de destaque no São José-SP, onde atuou em 25 partidas no ano.
Em 2019, Tatyane disputou sete partidas pelo Corinthians e ajudou a equipe a conquistar a vitória em todas elas, mesmo sofrendo dois gols. Após as conquistas do Paulista e da Libertadores, além do vice do Brasileiro, a arqueira acertou sua permanência no clube em 2020. Tal feito colaborou para que a equipe feminina do Corinthians chegasse a marca histórica de 48 partidas sem derrotas entre 2019 e 2020.

### Empréstimo ao  Nordsjaelland
Em 2020, com a pandemia de COVID-19, a atleta foi emprestada ao Nordsjaelland, da Dinamarca, onde teve a sua primeira experiência internacional. Após atuar em oito partidas e com o final da temporada no exterior, a goleira retornou ao Corinthians e foi campeã dos campeonatos Brasileiro e Paulista, onde não chegou a entrar em campo, mas foi inscrita na competição. Ao final do ano de 2020, a jogadora escolheu não renovar seu vínculo com o Corinthians.  

### Palmeiras
Assinou com o Palmeiras para a temporada de 2021. Após o término da temporada, anunciou em seu Instagram o término do seu contrato.
Taty foi vice-campeã do Brasileirão Feminino Neoenergia e campeã da Copa Paulista de Futebol Feminino.

### Cruzeiro
Em 31 de janeiro de 2022, foi anunciada pelo Cruzeiro.

## Títulos
Corinthians
- Copa Libertadores da América: 2019
- Campeonato Brasileiro: 2020
- Campeonato Paulista: 2019 e 2020

Palmeiras
- Copa Paulista: 2021[2]

### Campanhas de destaque
Palmeiras
- Campeonato Brasileiro: 2021 - 2º lugar[5]